# Metal Gear Ac!d²
Metal Gear Ac!d² (chiamato anche Metal Gear Acid 2, abbreviato come MGA2) è un videogioco sviluppato da Kojima Productions e pubblicato da Konami per PlayStation Portable.

## Trama
Solid Snake ha perso la memoria ed ha deciso di unirsi ad un gruppo di mercenari, con i quali viene arrestato da un agente dell'FBI che, riconoscendone le capacità, lo costringe ad infiltrarsi in un complesso industriale. Se Snake porterà a compimento la sua oscura missione otterrà la libertà per sé e per i mercenari che sono stati arrestati insieme a lui. Una volta infiltrato nel complesso di SaintLogic INC. Snake incontra una ragazza di nome Venus che lo aiuterà nella prima parte del gioco ma che poi si rivelerà una spia inviata per eliminare tutti coloro che sono implicati nella vicenda. Via radio, come supporto per Snake, ci sono Dalton inizialmente a cui si unirà Wiseman dopo. Naturalmente non poteva mancare una vasta gamma di boss da eliminare e come nelle altre saghe ognuno con poteri speciali. Snake e Venus vengono aiutati anche da un ragazzino che tramite il computer della sua scuola sarà decisivo ai fini della trama. Tutti combattono contro Koppelthorn che impossessatosi del Metal Gear e della dottoressa Takiyama minaccia di distruggere il mondo con il suo Metal Gear.
La trama del gioco comincia all'interno di un aereo, in cui all'interno ci sono quattro mercenari: Solid Snake (che soffre d'amnesia), Consuela Alvarez e due piloti (Roddy Louiz e Dave Copeland). Atterrati nella "terra degli uomini liberi" i quattro vengono accolti da Dalton (un agente del FBI) e condannati da quest'ultimo per accesso non autorizzato nel paese e per l'omicidio del Signor Perez, il segretario di stato della Repubblica del Serena.
La scena poi si sposta in una stanza, dove Dalton informa Snake che è richiesto dalla Repubblica del Serena per scontare la sua pena insieme a Consuela, Roddy e Dave. Snake si difende dicendogli che lui è innocente e che in realtà il killer di Perez è Escobar, il boss sudamericano della droga. L'agente vuole però arrivare ad un patto per salvarli: Snake deve infiltrarsi nella SaintLogic Inc. (un fornitore di armamenti militari) e copiare un file (all'interno sono presenti una lista di clienti ed un libro contabile) che Dalton sta cercando per far affondare l'intera SaintLogic. Se la missione andrà a buon fine i quattro riavranno la libertà e verranno consegnati loro 15 milioni di dollari.
Una volta essersi infiltrato nello stabilimento, trovato il computer ed aver copiato il file, scatta un allarme e la porta principale viene bloccata. Snake però crede che all'interno ci sia qualcun altro e che l'allarme sia scattato proprio per la presenza quest'ultimo. Non potendo uscire da dove è entrato, Snake si dirige alla torre di comunicazione, dove lì trasmetterà il file a Dalton. Raggiunto il pc della torre, Snake si mette in contatto con Dalton, ma quest'ultimo viene interrotto da Wiseman dello Stato Maggiore del Dipartimento della Difesa. Questi spiega che il responsabile della ricerca di SaintLogic, Thomas Koppelthorn, si è impossessato delle armi e dei sistemi di sicurezza, ed ha assunto il controllo dell'impianto di ricerca. Egli vuole militari, dirigenti d'azienda e rappresentanti governativi, e se le sue richieste non verranno esaudite minaccerà lanciando un attacco nucleare utilizzando un Metal Gear creato nello stesso stabilimento. Wiseman, osservando che Snake è riuscito ad infiltrarsi nello stabilimento, capisce che è l'uomo giusto per questa missione, ovvero quello di scovare Koppelthorn e, se fosse realmente intenzionato a lanciare un missile nucleare, fermare il lancio. Se porterà a termine la missione, Wiseman darà a Snake "il suo passato".
Durante il suo percorso nel raggiungimento del Blocco di Ricerca, Snake viene contattato da un hacker (si fa chiamare B.B.). Dopo essere arrivato al Blocco di Ricerca Snake si mette in contatto con Dalton, il quale gli spiega il perché voglia boicottare la SaintLogic: quest'azienda starebbe infatti effettuando degli esperimenti illegali su dei bambini importati dall'Africa. Ed è durante quest'indagine che Dalton venne licenziato (riuscì comunque ad essere il responsabile di questa missione grazie all'appoggio di alcuni ex-colleghi). L'ormai ex agente suggerisce infine di interrompere la missione in quanto non si fida di Wiseman, quindi Snake decide di arrivare ad un patto: consegna a Dalton la copia del file e lui in cambio lo guida nella fuga dal posto. Superata una porta, Snake incontra la dottoressa Michiko Takyiama (una ricercatrice della SaintLogic) e Lucy. Una volta ritrovate (alla vista di Snake erano fuggite) Snake mette in contatto Wiseman con Takyiama. Quest'ultima racconta che Koppelthorn stava svolgendo qualche esperimento ma venne bloccato dal Presidente Rodzinski. Tra i due quindi sarebbero nati dei contrasti.
Una volta raggiunta la sala di monitoraggio Snake incontra Harab Serap, uno dei soggetti da test. Egli parla riguardo alla nascita di una regina e successivamente si dichiara desideroso di vendetta (per gli esperimenti fatti su di lui). Morto Harab, dal soffitto appare Venus, una mercenaria inviata da Wiseman precedentemente all'arrivo di Snake. Venus apre la saracinesca e subito dopo i due si alleano; infine escono dalla sala. Appare poi (sempre nella sala della sicurezza) Vince il capo della sicurezza, il quale si rende conto che nello stabilimento ci sono due intrusi (Snake e Venus). Attiva quindi tutte le procedure di sicurezza, compresa quella per il Metal Gear.
Snake e Venus, raggiunto il Blocco 2-3-E non trovano Takyiama come pensato, bensì Vince. Il capo della sicurezza, una volta sconfitto, rivela loro che Takyiama è a capo di un sistema (il Sistema EGO). Scatta poi un allarme innescato da Koppelthorn e Vince riesce a fuggire.
Trovata Takyiama, spiega loro cos'è il sistema EGO, ovvero un nuovo progetto di sviluppo per il SO del Metal Gear. Annuncia poi che il Metal Gear è stato attivato, sistema di controllo di sparo compreso (Koppelthorn può quindi lanciare un attacco nucleare in qualsiasi momento).
Mentre Snake e Venus vanno alla ricerca dei binari che conducono al Blocco Nord, B.B. contatta Dalton e gli dà informazioni riguardo a Wiseman: sembra sia coinvolto nello sviluppo di armi speciali. Trova una fotografia che però non mostra. È comunque confermato che Wiseman sia del Dipartimento della Difesa.
Preso il treno, i quattro si dirigono verso il Blocco Nord. Una volta arrivati in un ponte di ferro gli si appare davanti a loro il Metal Gear guidato da Koppelthorn. La Dottoressa Takyiama consegna a Kopplethorn sua figlia, ovvero proprio Lucy. Sia quest'ultima che Takyiama raggiungono Koppelthorn, e quest'ultimo ribadisce che se non avrà i suoi uomini entro due ore effettuerà un attacco nucleare. Arriva poi Vince supportato da carri armati, i quali bloccano il passaggio a Koppelthorn. Vince impone a quest'ultimo di abbandonare il Metal Gear e di parlare faccia a faccia con Rodzinski, ma lui non ci sta e decide di far fuori sia lui che tutti gli altri uomini. Una volta bombardati i carri armati, Koppelthorn vuole un'altra persona oltre a quelle già presenti nella lista: Solid Snake.
Privo di sensi dopo essere stato attaccato dal Metal Gear, Snake viene portato da Venus negli alloggi della SaintLogic. Raggiunti l'alloggio del presidente, Venus parla con Rodzinski e gli chiede come raggiungere l'hangar, ovvero il luogo dove si trova Koppelthorn (insieme a Takyiama e Lucy). Egli, dopo aver saputo che il ponte di ferro è stato distrutto, indica che in alternativa c'è un altro ponte (raggiungibile da un sistema fognario). Venus poi gli chiede il perché Koppelthorn voglia anche Snake, e lui le spiega che quest'ultimo ha ucciso sua moglie (Snake, soffrendo d'amnesia, non ricorda questo fatto).
Successivamente B.B. contatta Snake e lo informa riguardo alla moglie di Koppelthorn: si chiamava Lucinda (come il nome dato ad un file), era una ricercatrice della SaintLogic morta tre anni prima. Snake e Venus poi recuperano un PSG-1 nello impianto di prototipi di Metal Gear. Mentre sono alla ricerca delle munizioni scoprono un Metal Gear recuperato dall'Isola di Lobito. Prese le munizioni i due vengono raggiunti da Golab (un altro soggetto da test). Quest'ultimo decide di affrontare i due protagonisti ma, capendo di non essere abbastanza forte da batterli, decide di sacrificarsi distruggendo l'impianto con sé stesso all'interno.
Riusciti a fuggire, Snake e Venus devono affrontare il Metal Gear visto in precedenza. Una volta abbattuto, i due vanno alla ricerca del ponte secondario (quello di cui parlava Rodzinski).
Arrivati all'hangar, Snake e Venus si accorgono della presenza di Vince e delle forze di sicurezza. Questi vogliono uccidere Koppelthorn prima che compia il folle gesto e quindi partono alla sua ricerca. Snake poi viene contattato da B.B., il quale gli dà delle informazioni riguardo al Metal Gear. I due proseguono fino a quando appare Chaigidiel, un soggetto da test. Sconfitto, quest'ultimo spiega cosa sia la "fertilizzazione": si tratta di un esperimento per far sì che possa "resuscitare" la moglie di Koppelthorn, riportando in vita però soltanto la sua mente (ad esempio i suoi ricordi ecc.). Per il suo esperimento ha usato diversi bambini provenienti dall'Africa (il caso di cui si occupava Dalton) fino a quando ha trovato la bambina perfetta, ovvero Lucy. Sarà dunque proprio Lucy a diventare la Regina, che comanderà su tutti i soggetti da test.
La scena si sposta su Dalton, il quale è in contatto con B.B. Quest'ultimo scopre dov'è morta Lucinda: nella Repubblica Serena (Sudamerica), ovvero lo stato dove hanno trovato Snake in stato d'amnesia tre anni prima. È morta durante il massacro di Praulia mentre stava conducendo delle ricerche. B.B. sospetta poi che Wiseman voglia appropriarsi del file Lucinda per scopi militari.
Successivamente Snake e Venus rincontrano Vince, sempre deciso ad uccidere i protagonisti. Battuto anche questa volta, Vince viene contattato da uno dei suoi uomini il quale lo avvisa che Rodzinski sta fuggendo dall'isola. Quest'ultimo spiega a Vince che fugge perché la Corte Internazionale di Giustizia effettuerà delle indagini sulla SaintLogic e non ha nessuna intenzione di essere catturato per poi venire giustiziato. Capendo che sta per essere abbandonato dal Presidente, Vince ordina prima di uccidere Rodzinski e poi la ritirata delle sue truppe. Dopo la telefonata spiega a Snake come raggiungere Koppelthorn e il Metal Gear. Muore poco dopo.
La scena si sposta di nuovo in un contatto tra B.B. e Dalton. Quest'ultimo ha scoperto nuove informazioni riguardo al massacro di tre anni fa: la SaintLogic ha dei rapporti con la Repubblica di Serena. Ha organizzato (nella Repubblica del Serena) un test di collaudo per i soggetti da test, i quali un giorno fecero appunto un massacro uccidendo 10.000 persone. Le persone che Koppelthorn desidera sono quelle coinvolte in questo genocidio. Spiega poi che il File Lucinda contiene le azioni dei soggetti da test effettuate nella Repubblica di Serena e anche un resoconto del massacro di Praulia. Sospetta poi che Wiseman stia collaborando proprio con i militari coinvolti nel massacro, ordinandogli di sbarazzarsi delle prove.
I due quindi proseguono fino a quando incontrano il Metal Gear (con al interno Koppelthorn e Lucy). Kopplethorn conferma che è stato proprio Snake ad uccidere la moglie. Successivamente spiega che la SaintLogic, per insabbiare il massacro di Praulia, mandò degli uomini (definiti come soggetti da test di terza versione, mentre quelli responsabili del massacro furono di seconda divisione) per uccidere i soggetti da test responsabili del massacro. Snake dunque in realtà è un soggetto da test creato da Lucy (ormai divenuta "la Regina"), un soldato uguale al leggendario Solid Snake clonato grazie al corpo recuperato dal vero Snake sull'Isola di Lobito. Snake venne mandato a Serena ed eseguì il suo compito alla perfezione sedando la rivolta dei soggetti da test di seconda divisione., ma ad un certo punto Snake impazzì e tentò di fuggire via. Lucinda quindi tentò di fermarlo ed è proprio in quel momento che Snake l'ammazzò e continuò nella sua fuga. Koppelthorn dunque è deciso a vendicare la "vera" moglie (visto che ormai Lucy è l'incarnazione di Lucinda) e vuole uccidere Snake col Metal Gear. Durante lo scontro però Lucy fa emergere delle verità che spiazzano Snake e Venus ma anche Koppelthorn: innanzitutto ha finto fino adesso di essere la moglie di quest'ultimo (lo ha nascosto fino a quel momento per paura di venire uccisa da lui); Snake non ha ucciso Lucinda di sua spontanea volontà ma il contrario, e quest'ultima per la compassione che provò per Snake, decise proprio lei di lasciare libero Snake. Era anche consapevole del fatto che se avesse tentato di "bloccare" Snake quest'ultimo l'avrebbe uccisa, ed era proprio questo che Lucinda voleva (quindi tentò di fermare Snake. Voleva morire perché era cosciente del fatto che stava violando i princìpi d'umanità). Dopo queste rivelazioni Lucy sgancia l'abitacolo di Koppelthorn spedendolo in aria e successivamente colpendolo con un missile (Koppelthorn quindi muore). Dopo ciò Lucy si "fonde" col Metal Gear grazie all'attivazione del sistema EGO da parte di Koppelthorn (attivazione avvenuta prima di venire ucciso da Lucy ovviamente). Adesso il suo prossimo obbiettivo è quello di chiamare a sé tutti i soggetti da test (Snake compreso) e chi si ribellerà a lei verrà ucciso. Snake ovviamente rifiuta l'unione e quindi è decisa ad ammazzarlo. Una volta distrutto il Metal Gear, Lucy rivela loro dove si trova Takyiama (nella sala di controllo insieme al file Lucinda). Infine, sfinita e senza più energie, muore.
Snake e Venus trovano Takiyama. Subito dopo però Venus punta la pistola su Snake, dicendo che avrebbe dovuto occuparsi di tutti coloro che sono a conoscenza del legame fra il file Lucinda e il massacro di Praulia. Rivela poi che il responsabile del massacro è Wiseman, il quale era a capo del progetto militare per l'utilizzo dei soggetti da test. Fu quindi lui a mandare Snake e gli altri soggetti da test di terzo livello a Serena e sempre lui fece scatenare la ribellione dei soggetti da test di secondo livello, in modo da ottenere maggiori informazioni dai soggetti di secondo livello. Per tutti i mali che ha compiuto, come capro espiatorio Wiseman ha scelto Snake e Venus si trova lì per un motivo preciso: recuperare il file Lucinda, distruggere l'intero stabilimento e portare il file a Wiseman. Infine ci sono altre due rivelazioni, ovvero che anche Venus è un soggetto da test e che Snake ha perso la memoria a causa di una ferita procurata da Venus quando quest'ultima gli stava dando la caccia a Serena. Dopo lo scontro con Venus, Dalton avvisa Snake che Wiseman è stato arrestato. Avverte poi che con la distruzione del Metal Gear è stato attivato il meccanismo di autodistruzione. Snake, Venus (che dopo l'arresto del suo "capo" non ha più motivo di combattere contro Snake) e Takiyama si vedono dunque costretti a fuggire.
Snake nella fuga rimane bloccato all'interno dello stabilimento mentre Venus e Takiyama riescono ad uscire attraverso un passaggio d'emergenza. All'uscita trovano dei soldati pronti a portarli in salvo. Ad un certo punto dal tetto appare nuovamente il Metal Gear, pronto a lanciare la testata atomica. Il lancio però non avviene, visto che due carri armati riescono a distruggere il Metal Gear appena prima che effettuasse il lancio. La scena finisce con Takiyama che si trova all'ospedale, assistita da Venus "travestita" da infermiera (si è travestita perché se la scoprissero finirebbe nei guai).
Dopo i titoli di coda, la scena si sposta su Snake (che è riuscito a sopravvivere all'esplosione) e Dalton. Quest'ultimo informa che tutto ciò che è successo (l'incidente, il File Lucinda ecc.) è stato reso pubblico e tutti i colpevoli sono stati processati, a partire da Wiseman. Lo informa poi che dopo aver effettuato degli esami non risulta essere un soggetto da test completo e che quindi potrebbe perdere la memoria nuovamente. Gli consegna poi dei documenti di riconoscimento (carta d'identità, passaporto ecc.) ed i promessi 15 milioni di dollari. Infine riappaiono i tre amici di Snake (Consuela, Rhoddy e Dave) che, sempre come promesso da Dalton, sono stati liberati.

## Personaggi

### Snake
Non è lo stesso Snake delle altre saghe, infatti qui è un clone del Solid Snake originale e quindi è un soggetto da test come la maggior parte dei boss, ha perso la memoria e si infiltra in SaintLogic, non si fida subito di Dalton e dubita nelle sue capacità; ma con l'avanzare della missione capisce che è dalla sua parte. Snake è un personaggio che rimane inalterato durante la missione: lui è freddo, distaccato e concentrato sulla missione; il solito di sempre. Creduto morto perché rimasto coinvolto nell'esplosione della fabbrica riuscirà a salvarsi entrando nell'ormai fuori uso Metal Gear. Partecipando a questa missione cerca di scoprire qualcosa del suo passato.

### Venus
Bella e fascinosa, ricorda vagamente Eva nel suo atteggiamento. Anche lei non sa niente del suo passato e come Snake è un soggetto da test. Su di lei non si sa molto e dopo la missione sparisce, senza lasciare traccia. Sembra avere una certa attrazione per Snake; esperta di rabdomanzia salva il protagonista un paio di volte.

### B.B.
Un ragazzino sui 12 anni che tramite il computer della sua scuola contatta Snake durante la missione e lo aiuta. Rimane molto colpito da una tecnica che usa uno dei boss: l'ipnotismo. Lo usa per corrompere il presidente degli Stati Uniti e incastrare Wiseman, salvando così Snake e i suoi compagni. Si fa chiamare B.B. ma non sappiamo il suo vero nome.

### Wiseman
È un agente del dipartimento della difesa e dice di voler cooperare con Snake e Dalton nella battaglia contro Koppelthorn, in realtà sta architettando la morte di Snake per mano di Venus. Il suo vero scopo è mettere le mani sul file Lucinda, un file che contiene informazioni top-secret compromettenti per il governo statunitense. Con esso vuole poi ricattare il presidente e diventare ricco.

### Dalton
Agente dell'FBI arresta Snake per poi farlo infiltrare in SaintLogic, il motivo della missione che gli affida e che vuole raccogliere dei dati racchiusi nei terminali di SaintLogic che Snake poi gli dovrà spedire. Questi dati riguardano dei bambini, ma Dalton non fornisce altre informazioni, dice solo che vuole fare giustizia. Dalton sarà sempre dalla parte di Snake.

### Koppelthorn
Autore del file Lucinda. Nemico di Snake perché sostiene che abbia ucciso sua moglie: Lucinda. Sa tutto di Snake che però non comprende il motivo per cui Koppelthorn ce l'abbia con lui. Si impossessa del Metal Gear e minaccia di lanciare una bomba atomica sull'America; l'unico modo per fermarlo è assecondare le sue richieste, infatti Koppelthorn manda un ultimatum a cui la Casa Bianca non intende sottostare. Il suo desiderio più grande è vendicarsi di Snake e chiede che gli venga consegnato.

## Colonna sonora
La colonna sonora di Metal Gear Ac!d² è stata inserita nel secondo CD dell'album Metal Gear Acid 1 & 2 Original Soundtrack uscito il 21 dicembre 2005. Le musiche sono state composte da Akihiro Honda, Hiroshi Tanabe, Nobuko Toda e Shuichi Kobori.
1. Metal Gear Acid 2 – 1:23
2. Intermission – 1:05
3. VR Training – 1:34
4. Flight – 1:44
5. Touch & Go – 1:21
6. Willing to Hear Me Out Now? – 2:05
7. Opening Title – 1:30
8. StrateLogic Inc. – 1:31
9. Control Section – 1:33
10. B.B. – 1:15
11. Research Block – 2:04
12. Single Action – 0:59
13. Takiyama & Lucy – 1:38
14. Security Unit – 1:16
15. Test Subject Awakens – 0:41
16. Test Subject Burns – 1:54
17. Venus – 1:45
18. Playtime – 1:42
19. Seeking Takiyama – 1:17
20. The Essence of Vince – 1:51
21. Track Tracking – 1:20
22. Locomotive Motion – 1:00
23. Revenge of Koppelthorn – 1:21
24. Destruction – 1:29
25. Residential Area – 1:34
26. Memories – 1:19
27. Back-to-Back – 1:35
28. Metal Gear Prototype Factory – 1:31
29. Resurrection – 1:43
30. ??? – 1:35
31. Farewell, Vince – 1:50
32. Like a Flood – 1:35
33. Chaioth Ha Qadesh – 1:58
34. We Can Become One – 1:45
35. Lucy & Chaioth Ha Qadesh – 2:09
36. Hypocrisy – 0:53
37. Test Subjects Duality – 2:18
38. The Great Escape – 1:29
39. End Title – 4:19
40. See That, Snake? – 1:33
41. My Love – 1:08
42. Information Fanfare – 0:06
43. Opening Title (Remix) – 2:09

Durata totale: 67:50